# Robert Braet
Robert Braet (Bruges, 11 febbraio 1912 – 23 febbraio 1987) è stato un calciatore belga, di ruolo portiere.

## Palmarès

### Club

#### Competizioni nazionali
- Campionato belga: 1

Cercle Bruges: 1929-1930